# Cantón de Ville-sur-Tourbe
El cantón de Ville-sur-Tourbe era una división administrativa francesa, que estaba situada en el departamento de Marne y la región de Champaña-Ardenas.

## Composición
El cantón estaba formado por diecisiete comunas:
- Berzieux
- Binarville
- Cernay-en-Dormois
- Fontaine-en-Dormois
- Gratreuil
- Malmy
- Massiges
- Minaucourt-le-Mesnil-lès-Hurlus
- Rouvroy-Ripont
- Saint-Thomas-en-Argonne
- Servon-Melzicourt
- Sommepy-Tahure
- Vienne-la-Ville
- Vienne-le-Château
- Ville-sur-Tourbe
- Virginy
- Wargemoulin-Hurlus

## Supresión del cantón de Ville-sur-Tourbe
En aplicación del Decreto n.º 2014-208 de 21 de febrero de 2014, el cantón de Ville-sur-Tourbe fue suprimido el 22 de marzo de 2015 y sus 17 comunas pasaron a formar parte del nuevo cantón de Argonne, Suippe y Vesle.